# AgustaWestland AW169
AgustaWestland AW169 je dvomotorni, 10-sedežni večnamenski helikopter italijansko-britanskega proizvajalca AgustaWestland.
V razredu 4.500 kg je AW169 med 3.400-kilogramskim 8-sedežnim AW109 in precej večjim 6.400-kilogramskim 15-sedežnim AW139.
En primerek ima v uporabi Slovenska policija.

## Razvoj
Helikopter so oznanili leta 2010 na letalskem mitingu Farnborough International Air Show. Prvi prototip je poletel 10. maja 2012, leta 2015 pa je dobil certifikacijo evropskih ter ameriških uprav za letalstvo.
Evropska unija je odobrila 19-letni brezobrestni kredit v vrednosti 272 milijonov evrov, ki ga je ponudila italijanska vlada za razvoj AW169.
Aprila 2013 je AgustaWestland predstavila AW169 AAS na ameriškem razpisu  Armed Aerial Scout. Z bruto težo 10.000 lb je bil skoraj dvakrat težji od OH-58 Kiowa, ki naj bi jo nadomestil. Velikost naj bi povečala uporabnost, vendar pa bi se tudi zmanjšalo število helikopterjev, ki bi jih lahko transportiralo vojaško letalo. Ameriška vojska je potem zaključila s programom AAS leta 2013.

## Tehnične specifikacije
- Posadka: 1ali 2
- Kapaciteta: 8/10 potnikov
- Dolžina: ~13 m (~42 ft 8 in)
- Širina: ~2 m (~6 ft 7 in)
- Gros teža: 4,500 kg (9,920 lb)
- Motorja: 2 × Pratt & Whitney Canada PW210 turbogredni, 750 kW (1 000 KM) vsak
- Potovalna hitrost: 260+ km/h (161+ mph)